# 272
272 је била преступна година.

## Догађаји
- Цар Аурелијан покреће инвазију на Палмирско царство, шаљући свог команданта Марка Аурелија Проба да обнови римску власт у Египту док он напада на Малу Азију.
- Као део стратегије помиловања, Аурелијан поштеди Тијан након што је заузео град. Ова стратегија подстиче јединице под Зенобијом да пребегну цару Аурелијану.
- Битка код Име: Аурелијан побеђује палмирску тешку коњицу (клибанари) код Антиохије. Краљица Зенобија бежи под окриљем таме у Емесу (Сирија).
- Аурелијан подржава епископе Италије у свргавању епископа Антиохије Павла Самосатског, који је био присталица Зенобије. Ово је први забележени случај царске интервенције у црквеном спору.
- Битка код Емесе: Аурелијан одлучно побеђује војску Палмире.
- Аурелијан опседа Палмиру. Зенобија покушава да побегне у Персију, али је заробљена на Еуфрату. Палмира се убрзо предаје.
- Након низа суђења одржаних у Емеси, Касије Лонгин и други Зенобијини саветници су погубљени због завере против Аурелијана.
- Епископ Дометије је наследио Тита на месту епископа Византиона.
- Свети Денис Париски, први епикоп Париза, и двојица његових ученика бивају посечени на путу до Меркуровог храма који се налази на врху брда изван града. Брдо ће се касније звати Монмартр (Планина мученика) у Лутецији (савремени Париз).

### Непознат датум
- Википедија:Непознат датум — Битка код Име

## Смрти
- Википедија:Непознат датум — Свети мученик Сава Стратилат - хришћански светитељ